# Municipio de Seventy-First
El municipio de Seventy-First (en inglés: Seventy-First Township) es un municipio ubicado en el  condado de Cumberland en el estado estadounidense de Carolina del Norte. En el año 2000 tenía una población de 89.695 habitantes.

## Geografía
El municipio de Seventy-First se encuentra ubicado en las coordenadas 35°5′37.23″N 79°2′21.09″O / 35.0936750, -79.0391917.